# هالي (مغنية)
هالي (بالإنجليزية: Halle Mordu)‏ هي مغنية نيجيرية، ولدت في 14 ديسمبر 1986 في ولاية إدو في نيجيريا.

## وصلات خارجية
- الموقع الرسمي